# Letheobia pembana
Letheobia pembana es una especie de serpientes de la familia Typhlopidae. Es endémica de la isla de Pemba (Tanzania).